# Gregory River (Nicholson River)
Der Gregory River ist ein Fluss im Nordosten des australischen Northern Territory und im Nordwesten von Queensland.

## Geografie

### Flusslauf
Er entspringt bei Gallipoli im äußersten Osten des Barkly Tableland im Northern Territory. Er fließt zunächst nach Nordosten und überschreitet die Grenze nach Queensland. Dort durchfließt er den Südteil des Boodjamulla-Nationalparks und trifft bei Gregory Downs auf die Wills Developmental Road. Dort beschreibt er einen Bogen nach Nordwesten.und mündet etwa 45 Kilometer östlich von Doomadgee in den Nicholson River.

### Nebenflüsse mit Mündungshöhen
- Dariel Creek – 211 m
- George Creek – 201 m
- Ulupna Creek – 183 m
- Goonooma Creek – 180 m
- Wilfred Creek – 179 m
- Ada Creek – 167 m
- Ixion Creek – 148 m
- O’Shannassy River – 131 m
- Little Creek – 130 m
- Deep Creek – 121 m
- Wagunda Creek – 112 m
- Police Creek – 111 m
- Horse Creek – 108 m
- Planet Creek – 85 m
- Macadam Creek – 59 m
- Sandy Creek – 38 m
- Archie Creek – 33 m
- Lawn Hill Creek – 27 m
- Elizabeth Creek – 23 m

(Quelle:)